# Radu Muntean
Radu Muntean (n. 8 iunie 1971, București) este un scenarist și regizor român de lung-metraj.

## Biografie
Radu Muntean a absolvit în 1994 Academia de Teatru și Film, secția Regie Film. În perioada facultății, colaborează cu operatorul Tudor Lucaciu și cu Fundația Arte Vizuale (FAV) a lui Vivi Drăgan Vasile. Apare filmul documentar Și ei sunt ai noștri care obține premii la DaKINO și Costinești. Realizează trei filme documentare pentru FAV: Lindenfeld  - 1994, două premii DaKINO, unul la Astra Sibiu și premiul pentru film documentar al UCIN, Alerta și Viața e-n altă parte - obține Premiul Consiliului Europei la Festivalul "VideoArt" de la Locarno. Din 1996 până în prezent, a regizat peste 400 de spoturi publicitare și a câștigat peste 40 de premii naționale și internaționale la festivaluri de publicitate.
În 1999 a fost lector universitar la Universitatea Media, Facultatea de Regie Film. Lung-metrajul său de debut, Furia, a primit Premiul pentru debut din partea UCIN. Cel de-al doilea lung-metraj, Hârtia va fi albastră, a deschis Competiția internațională a Festivalului de la Locarno. Cel de-al treilea film, Boogie, a fost selectat pentru Quinzaine de Realisateurs, Cannes, 2008, pentru Karlovy Vary, Mar del Plata.

## Filmografie

### Regizor
- Harababura (1991) - asistent de regie
- Furia (2002)
- Hârtia va fi albastră (2006)
- Boogie (2008)
- Marți, după Crăciun (2010)
- Un etaj mai jos (2015)
- Alice T. (2018)
- Întregalde (2021)

#### Filme de scurtmetraj și documentare
- Și ei sunt ai noștri (1992), documentar
- Ea (1994), scurt-metraj
- Lindenfeld (1994), documentar
- Tragica poveste de dragoste a celor doi (1996), scurt-metraj
- Viața e în altă parte (1996), documentar
- Vorbitor (2011)[5], documentar

### Scenarist
- Furia (2002) - împreună cu Ileana Constantin și Mircea Stăiculescu

### Actor
- Aproape de cinema, 2009
- Întregalde (2021)